# Chay Genoway
Charles „Chay“ Genoway (* 20. Dezember 1986 in Morden, Manitoba) ist ein ehemaliger kanadischer Eishockeyspieler, der im Verlauf seiner aktiven Karriere zwischen 2006 und 2025 unter über 350 Partien in der Kontinentalen Hockey-Liga (KHL) sowie annähernd 200 Spiele in der American Hockey League (AHL) auf der Position des Verteidigers bestritten hat. Sein Bruder Colby Genoway ist ebenfalls professioneller Eishockeyspieler.

## Karriere

### Jugend und College
Chay Genoway spielte in seiner Jugend unter anderem für die Pembina Valley Hawks sowie die Winkler Flyers, bevor er zur Saison 2004/05 an die prestigeträchtige Privatschule Shattuck-Saint Mary’s in Faribault im US-Bundesstaat Minnesota wechselte. Anschließend verbrachte er ein Jahr bei den Vernon Vipers in der British Columbia Hockey League, lief allerdings nie in der Western Hockey League auf, der ranghöchsten Juniorenliga dieser Region. Infolgedessen blieb der Verteidiger im NHL Entry Draft unberücksichtigt. 2006 schrieb sich Genoway an der University of North Dakota ein und lief fortan für deren Eishockeyteam, die Fighting Sioux, in der Western Collegiate Hockey Association (WCHA) im Spielbetrieb der National Collegiate Athletic Association (NCAA) auf.
Bei den Fighting Sioux verbrachte der Kanadier fünf erfolgreiche Jahre, so gewann er mit dem Team zweimal die Meisterschaft der WCHA (2010 und 2011) und war, von seiner Debütsaison abgesehen, am Ende jeder Spielzeit in einem WCHA All-Star Team vertreten. Darüber hinaus kürte man ihn in der Saison 2008/09 zum Defensivspieler des Jahres, während er die Collegemannschaft in den Spielzeiten 2009/10 und 2010/11 als Kapitän anführte.

### Profibereich
Als Free Agent unterzeichnete Genoway im April 2011 einen Einstiegsvertrag bei den Minnesota Wild aus der National Hockey League (NHL). Die Wild setzten ihn, von einer einzigen NHL-Partie im April 2012 abgesehen, ausschließlich bei ihrem Farmteam ein, den Houston Aeros aus der American Hockey League (AHL). In der Folge gab ihn Minnesota im März 2013 an die Washington Capitals ab und erhielt im Gegenzug ein Siebtrunden-Wahlrecht im NHL Entry Draft 2014. In den folgenden knapp eineinhalb Jahren gelang es dem Verteidiger ebenso wenig, sich in der NHL zu etablieren, sodass er ausschließlich in der AHL bei den Hershey Bears zum Einsatz kam.
Nach der Saison 2013/14 entschloss sich Genoway daher zu einem Wechsel nach Europa, in dem er sich Dinamo Riga aus der Kontinentalen Hockey-Liga (KHL) anschloss. Innerhalb der Liga wechselte er in der Folge von Jahr zu Jahr das Team, so lief er für den HK Spartak Moskau und die finnischen Jokerit auf, bevor er jüngst im Juni 2017 einen Vertrag beim HK Lada Toljatti unterzeichnete. Zudem vertrat er die Jokerit sowie Toljatti jeweils beim KHL All-Star Game.
Ab Mai 2018 stand Genoway beim Frölunda HC in der Svenska Hockeyligan unter Vertrag und gewann mit diesem in der Saison 2018/19 die Champions Hockey League sowie die schwedische Meisterschaft. Zudem war er punktbester und torgefährlichster Verteidiger der Champions-Hockey-League-Saison. Nach diesen Erfolgen verließ er den Klub in Schweden und kehrte in die KHL zurück, als er im Mai 2019 einen Vertrag bei Torpedo Nischni Nowgorod unterschrieb. Ein Jahr später wechselte der Verteidiger zum Ligakonkurrenten Awtomobilist Jekaterinburg, bevor er die Liga im Sommer 2021 wieder Richtung Schweden verließ. Dort heuerte er für ein Jahr bei Brynäs IF an. Im Sommer 2022 wechselte Genoway zum EC Red Bull Salzburg in die ICE Hockey League, mit dem er in den drei folgenden Spielzeiten die Liga gewann. Im April 2025 beendete der 38-Jährige seine aktive Karriere.

### International
Erste Erfahrungen mit dem Team Canada sammelte Genoway während der Saison 2016/17, als er sein Heimatland beim Deutschland Cup sowie beim Spengler Cup vertrat. Dabei gewann der Verteidiger mit der kanadischen Auswahl den Spengler Cup, während beim Deutschland Cup eine Silbermedaille zu Buche stand. Im Januar 2018 wurde bekanntgegeben, dass er zum kanadischen Aufgebot bei den Olympischen Winterspielen 2018 gehören soll. Dabei profitierte er von der Entscheidung der NHL, die Saison für diese Olympiade nicht zu unterbrechen und ihre Spieler somit für eine Teilnahme zu sperren. In Pyeongchang gewann der Verteidiger mit dem Team schließlich die Bronzemedaille.

## Erfolge und Auszeichnungen
| - 2008 WCHA Second All-Star Team - 2009 WCHA Defensive Player of the Year - 2009 WCHA First All-Star Team - 2010 Broadmoor-Trophy-Gewinn mit der University of North Dakota - 2010 WCHA Third All-Star Team - 2011 Broadmoor-Trophy-Gewinn mit der University of North Dakota - 2011 WCHA First All-Star Team - 2016 Spengler-Cup-Gewinn mit dem Team Canada - 2017 Teilnahme am KHL All-Star Game | - 2018 Teilnahme am KHL All-Star Game - 2019 Champions-Hockey-League-Gewinn mit dem Frölunda HC - 2019 Schwedischer Meister mit dem Frölunda HC - 2020 Teilnahme am KHL All-Star Game - 2020 KHL-Verteidiger des Monats September - 2023 Meister der ICE Hockey League und Österreichischer Meister mit dem EC Red Bull Salzburg - 2024 Meister der ICE Hockey League und Österreichischer Meister mit dem EC Red Bull Salzburg - 2025 Meister der ICE Hockey League und Österreichischer Meister mit dem EC Red Bull Salzburg |

### International
- 2018 Bronzemedaille bei den Olympischen Winterspielen

## Karrierestatistik

### International
Vertrat Kanada bei:
- Olympischen Winterspielen 2018

(Legende zur Spielerstatistik: Sp oder GP = absolvierte Spiele; T oder G = erzielte Tore; V oder A = erzielte Assists; Pkt oder Pts = erzielte Scorerpunkte; SM oder PIM = erhaltene Strafminuten; +/− = Plus/Minus-Bilanz; PP = erzielte Überzahltore; SH = erzielte Unterzahltore; GW = erzielte Siegtore; 1 Play-downs/Relegation; Kursiv: Statistik nicht vollständig)